# Thánh lễ hát

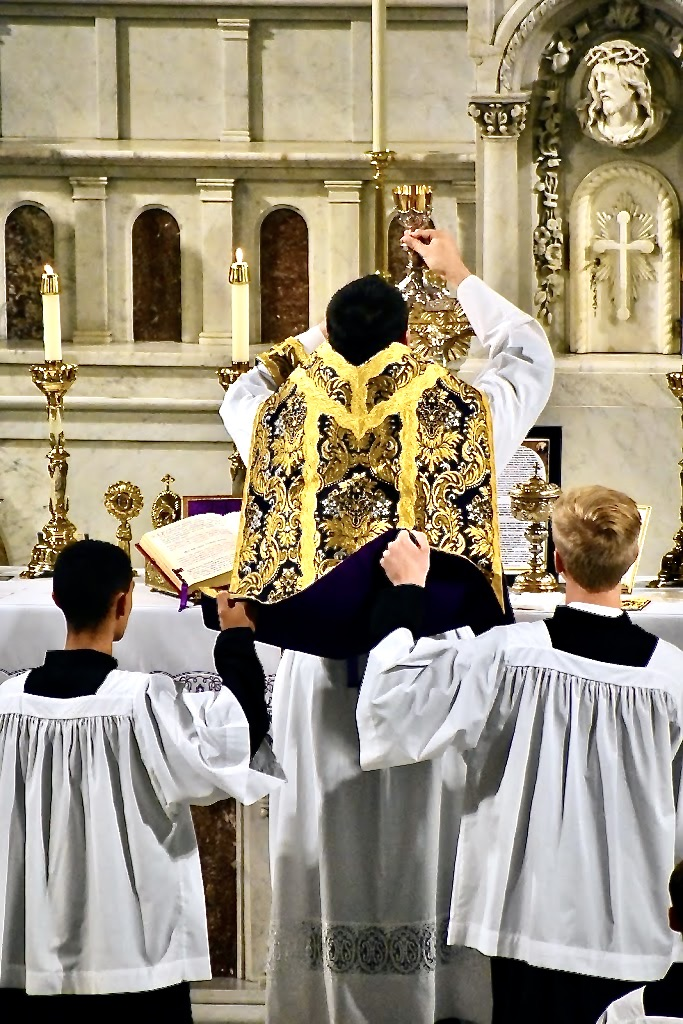
Nghi thức nâng chén thánh trong một Thánh lễ hát

Thánh lễ hát (missa cantata) trong Giáo hội Công giáo là thánh lễ do một linh mục cử hành với sự trợ giúp của người giúp lễ mà không có thừa tác viên chức thánh (phó tế và phụ phó tế) trợ giúp. Trong Thánh lễ hát, vị linh mục chủ tế hát những phần mà nghi thức dự liệu phải hát thay vì chỉ đơn thuần là đọc như trong Thánh lễ đọc.
Thánh lễ hát được cử hành với sự trợ giúp của các thừa tác viên chức thánh thì được gọi là Thánh lễ trọng thể.

### Nghe nhìn
- Videos of a Missa cantata with accompanying liturgical text
- Video of a Missa Cantata offered on the Last Sunday after Pentecost at the Roman Catholic parish of St. Nicholas of Chardonnet in Paris, France
- Video of a Votive Mass of the Blessed Virgin Mary offered as a Missa cantata at the Roman Catholic Priory of St. Pius X in Warsaw, Poland